# Sulfoxidación
En química, la sulfoxidación se refiere a dos reacciones distintas.
En un sentido, la sulfoxidación se refiere a la reacción de alcanos con una mezcla de dióxido de azufre y oxígeno. Esta reacción se emplea industrialmente para producir ácidos alquilsulfónicos, que se utilizan como tensioactivos. La reacción requiere radiación UV.
{\displaystyle {\ce {RH + SO2 + 1/2 O2 -> RSO3H}}}
La reacción favorece las posiciones secundarias de acuerdo con su mecanismo de radicales libres. Se producen mezclas. Se han descrito variantes sensibilizadas por semiconductores.
La sulfoxidación también puede referirse a la oxigenación de un tioéter a un sulfóxido.
 {\displaystyle {\ce {R2S + O -> R2SO}}}
Una fuente típica de "O" es el peróxido de hidrógeno.